# Јасенско
Јасенско је насељено место у саставу града Сиња, Сплитско-далматинска жупанија, Република Хрватска.

## Историја
До територијалне реорганизације у Хрватској налазило се у саставу старе општине Сињ.

## Становништво
На попису становништва 2011. године, Јасенско је имало 341 становника.
| Број становника по пописима | Број становника по пописима | Број становника по пописима | Број становника по пописима | Број становника по пописима | Број становника по пописима | Број становника по пописима | Број становника по пописима | Број становника по пописима | Број становника по пописима | Број становника по пописима | Број становника по пописима | Број становника по пописима | Број становника по пописима | Број становника по пописима | Број становника по пописима |
| --------------------------- | --------------------------- | --------------------------- | --------------------------- | --------------------------- | --------------------------- | --------------------------- | --------------------------- | --------------------------- | --------------------------- | --------------------------- | --------------------------- | --------------------------- | --------------------------- | --------------------------- | --------------------------- |
| 1857                        | 1869                        | 1880                        | 1890                        | 1900                        | 1910                        | 1921                        | 1931                        | 1948                        | 1953                        | 1961                        | 1971                        | 1981                        | 1991                        | 2001                        | 2011                        |
| 186                         | 0                           | 13                          | 221                         | 191                         | 198                         | 0                           | 0                           | 294                         | 319                         | 353                         | 360                         | 326                         | 422                         | 365                         | 341                         |

Напомена: У 1991. повећано за део подручја насеља Главице, где је и садржан део података од 1857. до 1981. У 1869, 1921. и 1931. подаци су садржани у насељу Каракашица.

### Попис1991.
На попису становништва 1991. године, насељено место Јасенско је имало 422 становника, следећег националног састава:
| Попис 1991.‍ | Попис 1991.‍ | Попис 1991.‍ | Попис 1991.‍ | Попис 1991.‍ |
| ----------- | ----------- | ----------- | ----------- | ----------- |
|             |             |             |             |             |
| Хрвати      | Хрвати      |             | 406         | 96,20%      |
| Словенци    | Словенци    |             | 1           | 0,23%       |
| Срби        | Срби        |             | 1           | 0,23%       |
| непознато   | непознато   |             | 14          | 3,31%       |
| укупно: 422 |             |             |             |             |